# The Videos 1989-2004
The Videos 1989-2004 var en DVD som Metallica udgav i december 2006. DVD'en viste alle Metallicas musikvideoer fra 1989-2004. Den solgte over 28.000 eksemplarer den første uge, og kom på tredjepladsen på Billboard Top Videos hitlisten